# Bezugsgruppe (Soziologie/Sozialpsychologie)
Unter Bezugsgruppe oder Referenzgruppe wird in Soziologie und Sozialpsychologie eine soziale Gruppe verstanden, die einem Individuum entweder als normative oder als komparative Bezugsgröße dient. Im ersten Fall identifiziert sich das Individuum mit dieser Gruppe, macht sich deren Normen und Werte zu eigen, ohne aber ihr als Gruppenmitglied angehören oder mit deren Mitgliedern direkt in sozialer Interaktion stehen zu müssen. Im zweiten Fall misst das Individuum seinen sozialen Status an dem der Mitglieder einer Vergleichsgruppe, etwa wenn sich ein Facharbeiter mit der Gruppe der Angestellten vergleicht.

## Bezugsgruppentheorie
Robert K. Merton und andere Soziologen haben vornehmlich die normative Bezugsgruppe zur Erklärung bestimmter empirischer Ergebnisse (relative Deprivation) von Samuel A. Stouffers Studie The American Soldier verwendet.
Walter G. Runciman hat das Konzept der Referenzgruppe weiter ausdifferenziert und für seine Untersuchung über wahrgenommene soziale Gerechtigkeit versus Ungerechtigkeit im England des 20. Jahrhunderts operationalisiert. Die von ihm gebildeten Gruppen wurden nach Klassenzugehörigkeit (manual – non-manual) und politischer Orientierung (Labour – Conservative) gebildet.
Ralf Dahrendorf verknüpfte seine Rollentheorie mit der Bezugsgruppentheorie. Ihm zufolge können Bezugsgruppen sowohl Fremd- als auch Eigengruppen sein. Sie bestimmen Erwartungen (in Form sozialer Normen) an bestimmte soziale Rollen und sanktionieren deren Verletzung. Zu den Bezugsgruppen zählt er auch die „Gesellschaft mit ihrem Rechtssystem“.

## Einzelbelege
1. ↑  Samuel A. Stouffer: The American Soldier: Adjustment During Army Life. Sunflower University Press, 1977, ISBN 0-89126-034-X.
2. ↑  Ralf Dahrendorf: Homo Sociologicus. Ein Versuch zur Geschichte, Bedeutung und Kritik der Kategorie der sozialen Rolle. 4. Auflage. Westdeutscher Verlag, Köln/Opladen 1964, S. 40.